# Rocky Mountain Horse

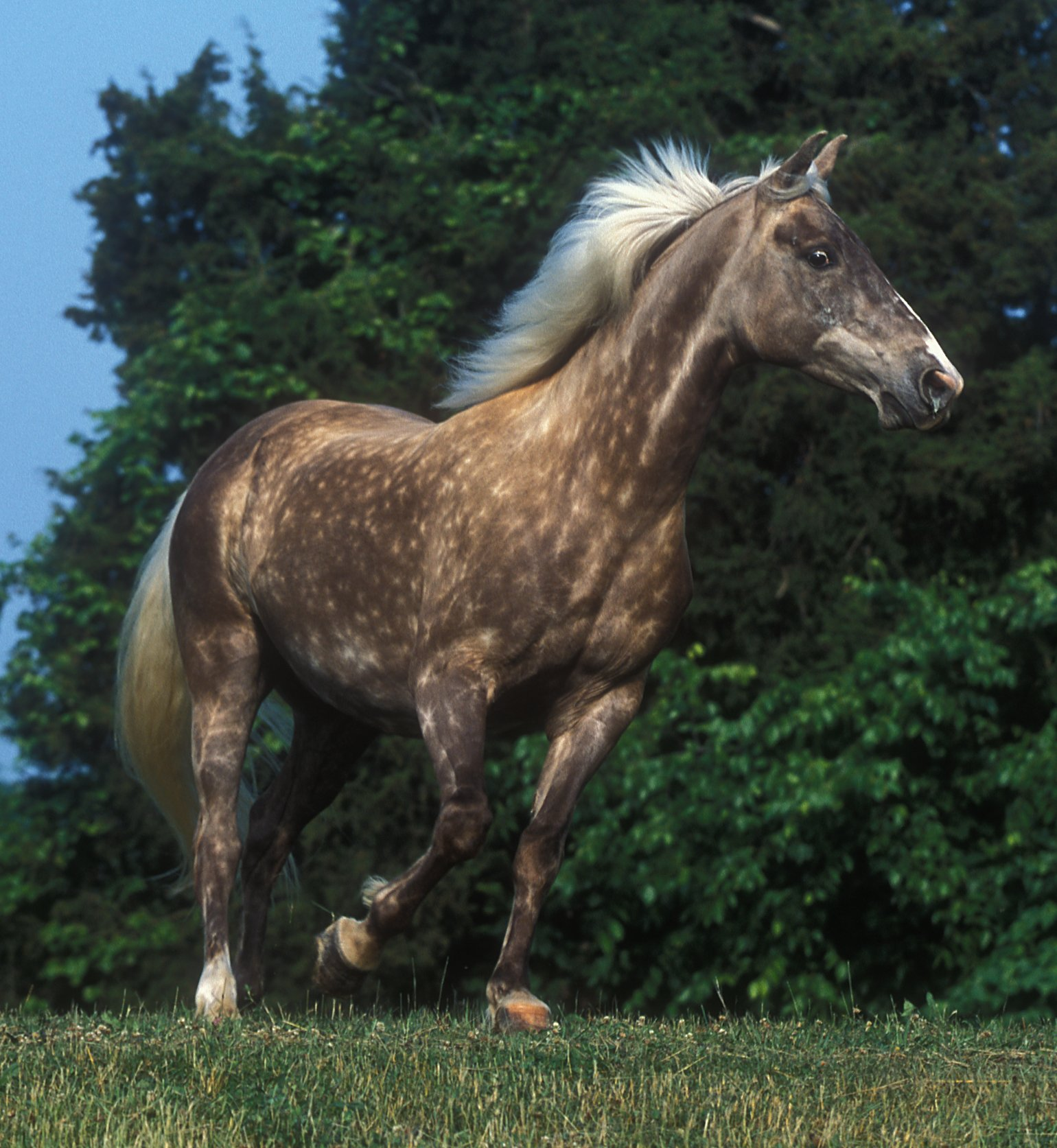
Zilverappel

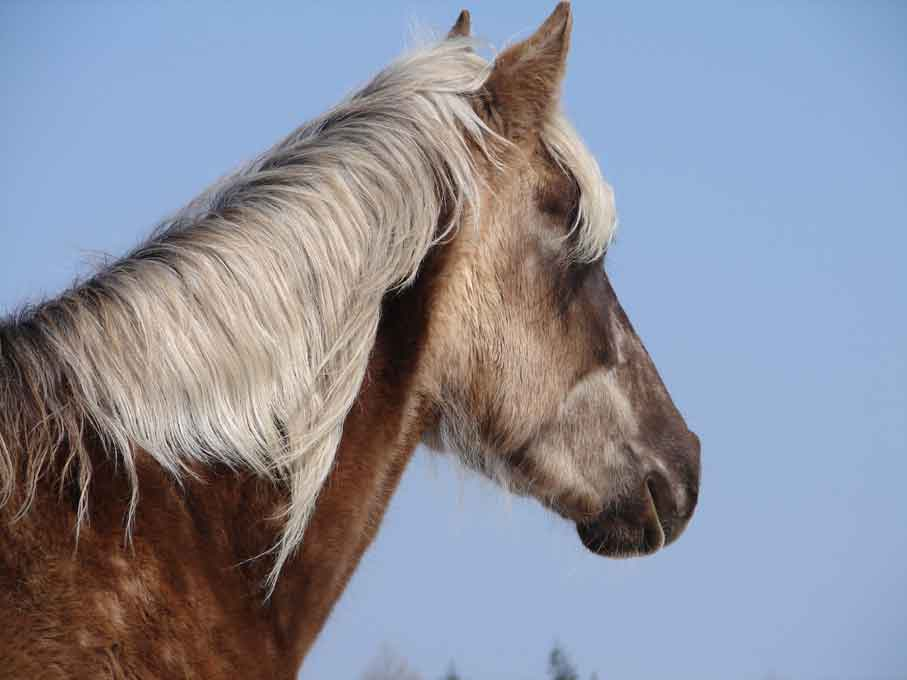
Close-up

De Rocky Mountain Horse is een paardenras uit de Verenigde Staten.

## Oorsprong
In tegenstelling tot wat de naam doet vermoeden, is dit Amerikaanse paardenras gefokt in de Appalachen, in het oosten van de Verenigde Staten. De basis voor het ras ontstond in beginsel uit een bonte mengelmoes van werkpaarden van deels Iberische en deels Angelsaksische herkomst, die op grond van persoonlijke voorkeuren zonder algemeen geldende fokrichting met elkaar gekruist werden.
Rond 1890 werd er een jonge hengst geïmporteerd uit de Rocky Mountains, die over een vlotte telgang beschikte en ook een graag geziene vachtkleur had. Dit werd een belangrijke dekhengst in een geïsoleerd gebied, waar zich al snel een duidelijk type begon af te tekenen. De geografische herkomst van deze hengst gaf het ras zijn naam.
De meeste paarden van het huidige ras hebben een genealogie die terugvoert naar de paardenfokkerij van ene Sam Tuttle uit Kentucky. Deze grondlegger van het paardenras had in de eerste helft van de twintigste eeuw een populaire hengst, Tobe, die nu als stamvader van het overgrote deel van het huidige ras te traceren is. Het ras vertoont verwantschap met de Kentucky mountain saddle horse.

## Kenmerken
Dit gangenpaard bezit naast de stap, draf en galop enkele bijzondere gangsoorten. De single-foot, een viertaktgang, is een variant van de tölt en zeer comfortabel voor de ruiter. Deze kan in verschillende tempi gereden worden; de snelle variant wordt hier de rack genoemd. Als bergpaard beschikt het paard over grote tredzekerheid, soberheid en uithoudingsvermogen.
De stokmaat van het ras ligt tussen 147 en 162 centimeter. Als kleur prefereert men veelal een zilverappel vacht. Hierbij varieert de vacht, onder invloed van de basiskleur, van zwart tot chocoladebruin. De manen zijn hierbij crèmekleurig. Witte aftekeningen zijn in beperkte mate toegestaan; wit aan de benen mag niet tot boven de knieën reiken.

## Stamboek
Het Amerikaanse stamboek voor dit ras, de Rocky Mountain Horse Association, werd opgericht in 1986 en had in 2006 ongeveer twaalfduizend paarden geregistreerd. Ook elders heeft het ras liefhebbers gevonden en wordt het gewaardeerd als een betrouwbaar en comfortabel recreatiepaard.

## Medisch
De genetische eigenschap die verantwoordelijk is voor de zilvergrijze vacht die bij dit ras vaak wordt gezien, het gen PMEL17, wordt ook in verband gebracht met multiple congenital ocular anomalies (MCOA), ook wel bekend onder de oude benaming anterior segment dysgenises (ASD). Dit is een congenitale aandoening (dus een aanlegstoornis en geen ziekte) die bij homozygoot dragerschap (drager van twee genen) soms kan leiden tot een licht verminderd zichtvermogen. De stoornis is echter niet progressief. Het is bekend dat het PMEL17-gen en daarmee ook MCOA al duizenden jaren oud is, en dat ook IJslandse paarden drager kunnen zijn van dit gen en daarmee ook MCOA kunnen hebben.